# Валютная позиция
Валютная позиция — соотношение требований и обязательств по валюте у оператора валютного рынка. При совершении сделок купли-продажи валюты с отсрочкой исполнения требований и обязательств, что характерно для срочного рынка, у участника возникают на каждый момент определённые требования (позиция покупателя) в получении валюты и/или обязательства (позиция продавца) по поставке валюты. При этом как требования, так и обязательства выражены в определённой валюте.
Валютная позиция может быть открытой и закрытой.
В случае равенства требований и обязательств банка, фирмы в иностранной валюте его валютная позиция считается закрытой. В случае неравенства требований и обязательств в валюте позиция участника валютного рынка считается открытой.
Открытая позиция может быть короткой и длинной.
При короткой валютной позиции обязательства (пассивы) по проданной валюте превышают требования (активы) в ней.
При длинной валютной позиции активы и требования по купленной валюте превышают обязательства и пассивы в ней.
Короткая валютная позиция может быть компенсирована (закрыта) длинной позицией и наоборот длинная — короткой, если совпадают объёмы, срок исполнения сделок и валюта этих позиций. Таким образом, валютная позиция создаётся по конкретной валюте и в ходе операций на валютном рынке может закрываться.
Открытая валютная позиция связана с валютным риском, так как к моменту исполнения обязательств и требований (закрытия позиции) курс валюты может измениться в неблагоприятном направлении.